# 維斯瓦
維斯瓦（Wisła）是位於波蘭南部西里西亞省的城市。緊鄰捷克。位於克拉科夫西南約90公里，卡托維茲以南約70公里處。2006年，有人口11,810人。維斯瓦位於維斯瓦河的源頭附近。以跳台滑雪著稱。

## 外部連結
- Wisła Town Website （页面存档备份，存于）
- Jewish Community in Wisła on Virtual Shtetl
- Skocznia Malinka Website
- Hotel Gołębiewski Website

49°39′17.69″N 18°51′34.23″E / 49.6549139°N 18.8595083°E